# Східне Делі
Східне Делі (англ. East Delhi) — округ на сході Делі (Національної столичної території Делі), один з двох округів, розташованих на лівому березі Ямуни.